# Torneo Preolímpico de la OFC 1996
El Torneo Preolímpico de la OFC 1996 fue el torneo clasificatorio de Oceanía para definir al representante del continente para los Juegos Olímpicos de Atlanta 1996, y se jugó del 13 al 31 de enero de ese año.
Australia logró la clasificación al ser el que sumó más puntos durante la eliminatoria que se jugó completamente en Adelaide, Australia.

## Sede
| Adelaide           |
| ------------------ |
| Hindmarsh Stadium  |
| Capacidad : 16 500 |
|                    |

## Participantes
- Australia
- Nueva Zelanda
- Islas Salomón
- Fiyi
- Vanuatu

## Resultados
| Pos. | Equipo           | Pts. | PJ | G | E | P | GF | GC | Dif. | Clasificación            |
| ---- | ---------------- | ---- | -- | - | - | - | -- | -- | ---- | ------------------------ |
| 1    | Australia (H, C) | 18   | 8  | 6 | 0 | 2 | 48 | 4  | +44  | Repesca intercontinental |
| 2    | Nueva Zelanda    | 18   | 8  | 6 | 0 | 2 | 28 | 9  | +19  |                          |
| 3    | Fiyi             | 10   | 8  | 3 | 1 | 4 | 12 | 21 | −9   |                          |
| 4    | Islas Salomón    | 8    | 8  | 2 | 2 | 4 | 6  | 22 | −16  |                          |
| 5    | Vanuatu          | 4    | 8  | 1 | 1 | 6 | 5  | 43 | −38  |                          |

 Fuente: 
| 13 de enero de 1996 | Fiyi                             | 4–0 | Islas Salomón | Hindmarsh Stadium, Adelaide |  |
|                     | Duguca 22' 23' 31' · M. Masi 33' |     |               |                             |  |

| 13 de enero de 1996 | Australia                                                                            | 9–1 | Vanuatu    | Hindmarsh Stadium, Adelaide |  |
|                     | Mendez 28' 49' (pen.) · Spiteri 30' 44' 63' · Tiatto 51' · Viduka 62' 83' · Tome 71' |     | Mermer 66' |                             |  |

| 15 de enero de 1996 | Islas Salomón        | 2–1 | Vanuatu  | Hindmarsh Stadium, Adelaide |  |
|                     | Bobby 5' · Beuka 79' |     | Kalo 18' |                             |  |

| 15 de enero de 1996 | Nueva Zelanda | 1–2 | Fiyi                     | Hindmarsh Stadium, Adelaide |  |
|                     | Hay 38'       |     | M. Masi 7' · E. Masi 78' |                             |  |

| 17 de enero de 1996 | Islas Salomón | 2–0 (Acreditado) | Australia                                                | Hindmarsh Stadium, Adelaide |  |
| |               |                  | Muscat 23' · Mendez 25' (pen.) · Aloisi 47' · Tiatto 88' |                             |  |
| Originalmente Australia ganó el partido 4-0, pero fue castigado por alinear a un jugador inelegible. A Islas Solomon le fue acreditada la victoria por 2–0. |               |                  |                                                          |                             |  |

| 17 de enero de 1996 | Vanuatu | 0–10 | Nueva Zelanda                                                                            | Hindmarsh Stadium, Adelaide |  |
|                     |         |      | Elliott 2' 61' 73' · Hay 5' 23' 37' · Vicelich 31' · Fallon 57' · Seales 69' · Bunce 77' |                             |  |

| 19 de enero de 1996 | Nueva Zelanda              | 2–0 | Islas Salomón | Hindmarsh Stadium, Adelaide |  |
|                     | Vicelich 28' · Elliott 64' |     |               |                             |  |

| 19 de enero de 1996 | Australia                                                                                             | 10–0 | Fiyi | Hindmarsh Stadium, Adelaide |  |
|                     | Viduka 29' 76' · Aloisi 32' · Mendez 50' (pen.) 64' · Lozanovski 63' 65' · Milicic 71' · Tome 81' 83' |      |      |                             |  |

| 21 de enero de 1996 | Fiyi                   | 4–0 | Vanuatu | Hindmarsh Stadium, Adelaide |  |
|                     | M. Masi 6' 33' 45' 46' |     |         |                             |  |

| 21 de enero de 1996 | Nueva Zelanda | 0–5 | Australia                                        | Hindmarsh Stadium, Adelaide |  |
|                     |               |     | Spiteri 1' 16' 55' · Lozanovski 20' · Viduka 57' |                             |  |

| 23 de enero de 1996 | Vanuatu | 1–1 | Islas Salomón | Hindmarsh Stadium, Adelaide |  |
|                     | Kalo 6' |     | Seni 10'      |                             |  |

| 23 de enero de 1996 | Fiyi        | 1–3 | Nueva Zelanda                      | Hindmarsh Stadium, Adelaide |  |
|                     | M. Masi 73' |     | Burton 41' · Elliott 42' · Foy 53' |                             |  |

| 25 de enero de 1996 | Islas Salomón | 1–1 | Fiyi        | Hindmarsh Stadium, Adelaide |  |
|                     | Bobby 46'     |     | E. Masi 71' |                             |  |

| 25 de enero de 1996 | Vanuatu | 0–12 | Australia                                                                                              | Hindmarsh Stadium, Adelaide |  |
|                     |         |      | Bilokapic 2' 56' · Milicic 6' 31' · Bacak 21' 39' 44' · Lozanovski 29' 79' 88' · Tome 61' · Tiatto 72' |                             |  |

| 27 de enero de 1996 | Nueva Zelanda                               | 5–1 | Vanuatu  | Hindmarsh Stadium, Adelaide |  |
|                     | Wilkinson 2' · Fallon 24' 26' · Foy 31' 34' |     | Kalo 80' |                             |  |

| 27 de enero de 1996 | Australia                                                                       | 7–0 | Islas Salomón | Hindmarsh Stadium, Adelaide |  |
|                     | Moore 14' · Spiteri 30' 48' · Mendez 40' (pen.) 90' · Viduka 42' · Casserly 51' |     |               |                             |  |

| 29 de enero de 1996 | Islas Salomón | 0–6 | Nueva Zelanda                                          | Hindmarsh Stadium, Adelaide |  |
|                     |               |     | Burton 2' · Elliott 38' 78' · Foy 39' 41' · Fallon 40' |                             |  |

| 29 de enero de 1996 | Fiyi | 0–5 | Australia                                                       | Hindmarsh Stadium, Adelaide |  |
|                     |      |     | Aloisi 3' · Viduka 58' · Tiatto 69' · Lozanovski 80' · Tome 89' |                             |  |

| 31 de enero de 1996 | Vanuatu      | 1–0 | Fiyi | Hindmarsh Stadium, Adelaide |  |
|                     | Malessas 61' |     |      |                             |  |

| 31 de enero de 1996 | Australia | 0–1 | Nueva Zelanda | Hindmarsh Stadium, Adelaide |  |
|                     |           |     | Elliott 55'   |                             |  |

## Repesca intercontinental
Australia, primer lugar del torneo, enfrentó a Canadá, segundo lugar de la clasificatoria de Concacaf. Cada país jugó el repechaje como local y visitante. El vencedor fue Australia, al imponerse con marcador global de 7:2, por lo que clasificó a Atlanta 1996.
| 26 de mayo de 1996 | Canadá                | 2:2 (1:1) | Australia                              | Estadio de la Mancomunidad, Edmonton                           |                                                                |
|                    | Davide Xausa 21', 84' |           | Goran Lozanovski 31' · Joe Spiteri 54' | Asistencia: 13,049 espectadores Árbitro(s): Kim Milton Nielsen | Asistencia: 13,049 espectadores Árbitro(s): Kim Milton Nielsen |

| 2 de junio de 1996 | Australia                                                                                        | 5:0 (1:0) | Canadá | Estadio de Fútbol de Sídney, Sídney                     |                                                         |
|                    | Hayden Foxe 16' · Goran Lozanovski 58' · Marko Viduka 82' · Paul Agostino 85' · Kevin Muscat 87' |           |        | Asistencia: 25,809 espectadores Árbitro(s): Ali Bujsaim | Asistencia: 25,809 espectadores Árbitro(s): Ali Bujsaim |

## Clasificado a Juegos Olímpicos de 1996
| Torneo Preolímpico de la OFC 1996 |
| --------------------------------- |
| Bandera de Australia              |
| Australia 2º Título               |